# Máquina eléctrica

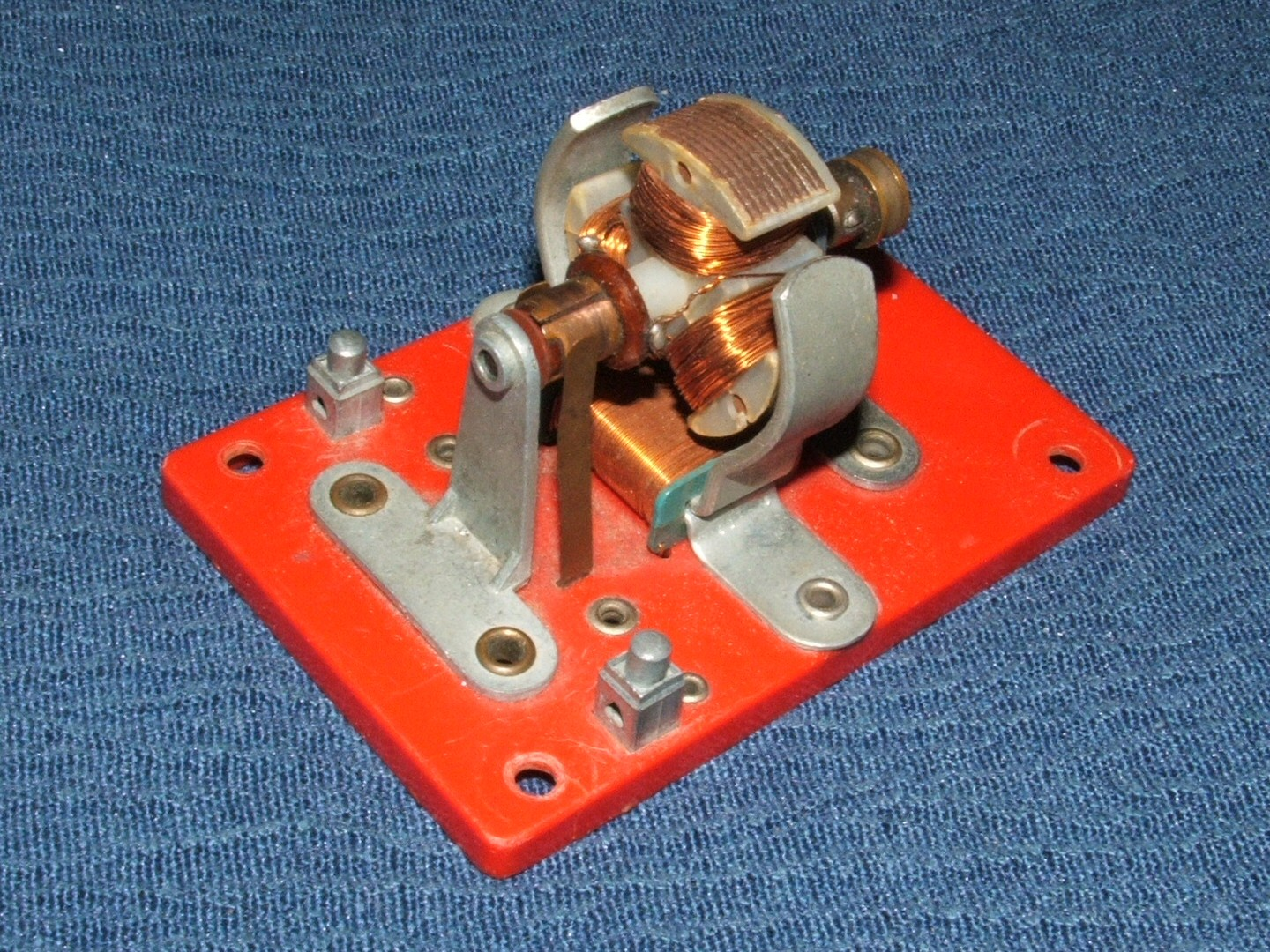
Una máquina eléctrica (un motor eléctrico)

Una máquina eléctrica es un dispositivo capaz de transformar cualquier forma de energía en energía eléctrica o a la inversa y también se incluyen en esta definición las máquinas que transforman la electricidad en la misma forma de energía pero con una presentación distinta más conveniente a su transporte o utilización. Se clasifican en tres grandes grupos: generadores, motores y transformadores.
Los generadores transforman energía mecánica en eléctrica, mientras que los motores transforman la energía eléctrica en mecánica haciendo girar un eje. El motor se puede clasificar en motor de corriente continua o motor de corriente alterna. Los transformadores y convertidores conservan la forma de la energía pero transforman sus características.
Una máquina eléctrica tiene un circuito magnético y dos circuitos eléctricos; habitualmente, uno de los circuitos eléctricos se llama excitación, porque al ser recorrido por una corriente eléctrica, produce los amperivueltas necesarios para crear el flujo establecido en el conjunto de la máquina.
Desde una visión mecánica, las máquinas eléctricas se pueden clasificar en rotativas y estáticas. Las máquinas rotativas están provistas de partes giratorias, como las dinamos, alternadores, motores. Las máquinas estáticas no disponen de partes móviles, como los transformadores.
En las máquinas rotativas, hay una parte fija llamada estator o estátor y una parte móvil llamada rotor. El rotor suele girar en el interior del estator. Al espacio de aire existente entre ambos se le denomina entrehierro. Los motores y generadores eléctricos son el ejemplo más simple de una máquina rotativa.

## Potencia de las máquinas eléctricas
La potencia de una máquina eléctrica es la energía desarrollada en la unidad de tiempo. La potencia de un motor es la que se suministra por su eje. Una dinamo absorbe energía mecánica y suministra energía eléctrica, y un motor absorbe energía eléctrica y suministra energía mecánica.
La potencia que da una máquina en un instante determinado depende de las condiciones externas a ella; en un dinamo del circuito exterior de utilización y en un motor de la resistencia mecánica de los mecanismos que mueve.
Entre todos los valores de potencia posibles hay uno que da las características de la máquina, es la potencia nominal, que se define como la que puede suministrar sin que la temperatura llegue a los límites admitidos por los materiales aislantes empleados. Cuando la máquina trabaja en esta potencia se dice que está a plena carga. Cuando una máquina trabaja durante breves instantes a una potencia superior a la nominal se dice que está trabajando en sobrecarga.
Se clasifican en tres grandes grupos: generadores, motores y transformadores.

## Clasificación según el servicio
Es importante conocer la clase de servicio a la que estará sometida una máquina:
- Servicio continuo: Corresponde a una carga constante durante un tiempo suficientemente largo como para que la temperatura llegue a estabilizarse.
- Servicio continuo variable: Se da en máquinas que trabajan constantemente pero en las que el régimen de carga varía de un momento a otro.
- Servicio intermitente: Los tiempos de trabajo están separados por tiempos de reposo. Factor de marcha es la relación entre el tiempo de trabajo y la duración total del ciclo de trabajo.
- Servicio unihorario: La máquina está una hora en marcha a un régimen constante superior al continuo, pero no llega a alcanzar la temperatura que ponga en peligro los materiales aislantes. La temperatura no llega a estabilizarse.

## Rendimientos
De manera general, se define como la relación entre potencia útil y potencia absorbida expresado en %
{\displaystyle \eta ={\frac {P_{u}}{P_{ab}}}*100}

## Tipos de máquinas eléctricas
| Síncronas  | Generador Motor Compensador                         |
| Asíncronas | Motor Generador Compensador                         |
| ---------- | --------------------------------------------------- |
| Conmutadas | Motor monofásico en serie Convertidor de frecuencia |

| Conmutadas | Generador Motor Compensador |
| ---------- | --------------------------- |

| Conmutadas | Motor universal Convertidor |
| ---------- | --------------------------- |